# American Idol
American Idol là một cuộc thi âm nhạc và chương trình truyền hình thực tế của nước Mỹ. Cuộc thi bắt đầu được tổ chức từ ngày 11 tháng 6 năm 2002 và là một trong những chương trình truyền hình thu hút đông khán giả nhất nước Mỹ. American Idol được mua bản quyền từ chương trình Pop Idol của Anh do nhà sản xuất Simon Fuller sáng lập.
Cuộc thi American Idol được sáng lập với mục đích tìm ra những ca sĩ triển vọng nhất nước Mỹ qua một loạt các vòng thử giọng được tổ chức trên khắp đất nước. Sau đó, những thí sinh lọt vào vòng trong sẽ được quyết định bởi bình chọn của khán giả qua điện thoại. Một đặc điểm của chương trình là sau phần trình diễn của thí sinh, các vị giám khảo sẽ đưa ra các nhận xét của mình để giúp khán giả định hướng thí sinh mà mình bình chọn. Ban đầu, ba vị giám khảo của chương trình American Idol là nhà sản xuất âm nhạc Randy Jackson, nữ ca sĩ nhạc pop và vũ công Paula Abdul và giám đốc hãng ghi âm Simon Cowell. Đến mùa thứ 8, Kara DioGuardi, một nhà sản xuất âm nhạc đã được mời làm giám khảo thứ tư của chương trình. Hiện nay, chương trình có ba giám khảo là Katy Perry, Lionel Richie và Luke Bryan.. Người dẫn chương trình mùa đầu tiên của cuộc thi là Ryan Seacrest và diễn viên hài Brian Dunkleman, nhưng Ryan đã trở thành MC chính của chương trình kể từ mùa thứ 2.
Chương trình American Idol được trình chiếu trên nhiều kênh truyền hình khác nhau như kênh FOX của Mỹ, TVNZ của New Zealand, CTV ở Canada, FOX8 ở Australia, ITV2 ở Anh. Khán giả Việt Nam và một số nước châu Á cũng có thể xem chương trình American Idol được phát trên kênh Star World.

## Chương trình

### Điều kiện tham dự
Những thí sinh tham dự cuộc thi American Idol phải là những người có khả năng ca hát và hiện không có bất cứ một hợp đồng ghi âm hay chịu sự quản lý của một tổ chức âm nhạc nào. Họ phải là công dân Hoa Kỳ hoặc là người nước ngoài làm việc tại Mỹ trong thời gian dài. Trong 3 năm đầu tiên, các thí sinh tham dự American Idol phải ở trong độ tuổi từ 16 đến 24. Nhưng từ năm thứ tư, cuộc thi nâng giới hạn tuổi lên 28 để thu hút thêm những thí sinh nhiều kinh nghiệm hơn tham dự.
Một số đối tượng đặc biệt không đủ tư cách tham dự American Idol là những thí sinh đã từng lọt vào top 40 (hoặc top 50 của phần 7) từ năm trước. Bên cạnh đó, những người làm việc cho các đơn vị sản xuất của chương trình như FOX, Fremantle hay 19 Entertainment cũng không được tham dự cuộc thi.
Tất cả các thí sinh đến tham gia vòng thử giọng đều phải mang các giấy tờ liên quan đến bản thân như giấy khai sinh, bằng lái hoặc hộ chiếu. Các thí sinh dưới 18 tuổi khi đăng ký phải có sự chấp thuận và giám sát của phụ huynh hoặc người giám hộ. Những thí sinh tham dự được yêu cầu in bản mẫu khai trên trang chủ của cuộc thi và điền đầy đủ thông tin được yêu cầu. Những thí sinh bị phát hiện ghi thông tin sai lệch sẽ lập tức bị loại khỏi cuộc thi.

### Vòng thử giọng
Cuộc thi American Idol bắt đầu với hàng chục ngàn thí sinh tham dự và họ sẽ được phỏng vấn và loại bớt trước khi tham gia thử giọng với hai nhà sản xuất của chương trình là Ken Warwick và Nigel Lithgoe. Sau đó, họ sẽ được tham dự vòng thử giọng chính thức với ba vị giám khảo chính của chương trình là Simon Cowell, Kara DioGuardi, Randy Jackson, Ellen Degenerous. Vòng thử giọng thường diễn ra tại một trung tâm hội nghị lớn và các thí sinh sẽ hát vài đoạn nhạc hoặc bài hát trực tiếp trước các vị giám khảo. Theo quy định phải có ít nhất 3 trên 4 vị giám khảo chấp nhận thì thí sinh đó sẽ được lọt vào vòng trong và khởi hành tới Hollywood, nơi diễn ra các vòng thi sau.
Cũng giống như Pop Idol của Anh, những tập phim của vòng thử giọng thường trộn lẫn màn thi của cả các thí sinh tốt và kém với nhau để chiếu lên truyền hình, trong đó nhiều phần thi khá hài hước và vui nhộn.

### Vòng loại ở Hollywood
Tại Hollywood, các thí sinh được lựa chọn qua các vòng thử giọng trên khắp nước Mỹ sẽ thi tiếp trong nhiều ngày, đồng thời cũng có rất nhiều các thí sinh sẽ bị ban giám khảo loại đi. Trong vòng thứ nhất của cuộc thi tại Hollywood, các thí sinh sẽ lựa chọn bài hát từ một danh sách có trước để trình diễn. Ở vòng loại thứ hai, các thí sinh được chia thành nhiều nhóm nhỏ và phải trình diễn chung với nhau. Và ở vòng cuối cùng, các thí sinh sẽ hát không có nhạc đệm.

### Vòng bán kết
Tại vòng bán kết, các thí sinh được lựa chọn sẽ được chia làm các bảng. Mỗi bảng gồm nhiều ca sĩ và tất cả những thí sinh trong cùng một bảng sẽ trình diễn trong cùng một đêm. Từ vòng này, ban giám khảo chỉ còn vai trò nhận xét thí sinh còn quyết định hoàn toàn thuộc về bình chọn của khán giả qua điện thoại. Hai (hoặc ba) thí sinh cao điểm nhất của mỗi bảng sẽ được tuyển vào vòng chung kết. Ở phần 1 của cuộc thi, có ba bảng và top 3 thí sinh nhận nhiều bình chọn nhất sẽ vào thẳng chung kết. Nhưng sang phần 2 và phần 3, cuộc thi có 4 bảng đấu với 8 thí sinh cho mỗi bảng và 2 thí sinh được bình chọn nhiều nhất được vào chung kết.
Những thí sinh thất bại sau các bảng đấu sẽ được ban giám khảo lựa chọn một lần nữa để tranh tấm vé vớt ("Wildcard") vào chung kết. Ở phần 1, chỉ có một vé vớt duy nhất và được lựa chọn bởi ban giám khảo. Sang phần 2 và 3, mỗi vị giám khảo được chọn một thí sinh cho tấm vé vớt của mình còn khán giả cũng được quyền bình chọn thêm một tấm vé vớt nữa.
Từ phần 4 của American Idol, cuộc thi giảm xuống còn 24 thí sinh lọt vào chung kết và được chia theo giới tính. Các nam ca sĩ và nữ ca sĩ sẽ hát trong hai đêm liền nhau rồi sau đó 2 người nhận được lượt bình chọn thấp nhất mỗi bên sẽ bị loại cho đến khi có top 12.

### Vòng chung kết
Vòng chung kết của cuộc thi American Idol diễn ra trong 11 tuần liên tiếp. Trong mỗi tuần, các thí sinh sẽ phải lựa chọn các bài hát để trình diễn theo "chủ đề". Các chủ đề ở đây có thể là những dòng nhạc khác nhau như như nhạc đồng quê, nhạc latinh; các bài hát được sáng tác bởi một nhạc sĩ nổi tiếng; các tác phẩm của các ca sĩ và ban nhạc huyền thoại như Elvis Presley, Elton John, Mariah Carey, The Beatles... Trong vòng chung kết, các thí sinh có cơ hội được làm việc trực tiếp với các chuyên gia âm nhạc hoặc các ca sĩ để có thể chuẩn bị tốt nhất cho phần trình diễn của mình.
Trong các đêm chung kết, mỗi thí sinh sẽ hát một bài. Đến khi cuộc thi chỉ còn lại top 5 và top 4 người thì mỗi thí sinh hát 2 bài. Khi còn lại top 3 và trong đêm chung kết thì mỗi thí sinh sẽ hát ba bài, trong đó có bài thí sinh tự chọn, có bài là yêu cầu của một trong ba vị giám khảo.
Trong mỗi đêm công bố kết quả, thí sinh có số lượt bình chọn cao nhất sẽ không được tiết lộ. Chỉ có top 3 thí sinh có số lượng bình chọn xếp từ dưới lên được gọi tên và trong đó thí sinh có số lượt bình chọn thấp nhất sẽ bị loại.
Từ trước đến năm 2008, đêm chung kết của cuộc thi thường diễn ra ở Nhà hát Kodak, nhưng riêng năm 2008 thì cuộc thi chuyển đến Nhà hát Nokia. Thí sinh đăng quang American Idol sẽ được công bố trong phần cuối của đêm chung kết. Người đoạt danh hiệu American Idol sẽ nhận phần thưởng là hợp đồng ghi âm trị giá 1 triệu USD và được chịu trách nhiệm bởi hãng 19 Management.
Nói chung, American Idol là khởi điểm cho nhiều ca sĩ trẻ để họ thu được những thành công trong sự nghiệp sau này.

## Tổng quan các mùa
Chú thích:
| Mùa                    | Công chiếu            | Chung kết             | Số lượng thí sinh     | Số tập                | Giám khảo (theo thứ tự ghế) | Giám khảo (theo thứ tự ghế) | Giám khảo (theo thứ tự ghế) | Giám khảo (theo thứ tự ghế) | Quán quân             | Quán quân             | Á quân                | Á quân                | Thứ 3                                      | Thứ 3                 |
| Thời kì Fox (2002–16)  | Thời kì Fox (2002–16) | Thời kì Fox (2002–16) | Thời kì Fox (2002–16) | Thời kì Fox (2002–16) | Thời kì Fox (2002–16)       | Thời kì Fox (2002–16)       | Thời kì Fox (2002–16)       | Thời kì Fox (2002–16)       | Thời kì Fox (2002–16) | Thời kì Fox (2002–16) | Thời kì Fox (2002–16) | Thời kì Fox (2002–16) | Thời kì Fox (2002–16)                      | Thời kì Fox (2002–16) |
| ---------------------- | --------------------- | --------------------- | --------------------- | --------------------- | --------------------------- | --------------------------- | --------------------------- | --------------------------- | --------------------- | --------------------- | --------------------- | --------------------- | ------------------------------------------ | --------------------- |
| 1                      | Tháng 6 ngày 11, 2002 | Tháng 9 ngày 4, 2002  | 30                    | 25                    | Simon Cowell                | Paula Abdul                 | Randy Jackson               |                             |                       | Kelly Clarkson        |                       | Justin Guarini        |                                            | Nikki McKibbin        |
| 2                      | Tháng 1 ngày 21, 2003 | Tháng 5 ngày 21, 2003 | 36                    | 41                    | Simon Cowell                | Paula Abdul                 | Randy Jackson               |                             | Ruben Studdard        |                       | Clay Aiken            |                       | Kimberley Locke                            |                       |
| 3                      | Tháng 1 ngày 19, 2004 | Tháng 5 ngày 26, 2004 | 32                    | 44                    | Simon Cowell                | Paula Abdul                 | Randy Jackson               |                             | Fantasia Barrino      |                       | Diana DeGarmo         |                       | Jasmine Trias                              |                       |
| 4                      | Tháng 1 ngày 18, 2005 | Tháng 5 ngày 25, 2005 | 24                    | 32                    | Simon Cowell                | Paula Abdul                 | Randy Jackson               |                             | Carrie Underwood      |                       | Bo Bice               |                       | Vonzell Solomon                            |                       |
| 5                      | Tháng 1 ngày 17, 2006 | Tháng 5 ngày 25, 2006 | 24                    | 41                    | Simon Cowell                | Paula Abdul                 | Randy Jackson               |                             | Taylor Hicks          |                       | Katharine McPhee      |                       | Elliott Yamin                              |                       |
| 6                      | Tháng 1 ngày 16, 2007 | Tháng 5 ngày 23, 2007 | 24                    | 41                    | Simon Cowell                | Paula Abdul                 | Randy Jackson               |                             | Jordin Sparks         |                       | Blake Lewis           |                       | Melinda Doolittle                          |                       |
| 7                      | Tháng 1 ngày 15, 2008 | Tháng 5 ngày 21, 2008 | 24                    | 42                    | Simon Cowell                | Paula Abdul                 | Randy Jackson               |                             | David Cook            |                       | David Archuleta       |                       | Syesha Mercado                             |                       |
| 8                      | Tháng 1 ngày 13, 2009 | Tháng 5 ngày 20, 2009 | 36                    | 40                    | Simon Cowell                | Paula Abdul                 | Randy Jackson               | Kara DioGuardi              |                       | Kris Allen            |                       | Adam Lambert          |                                            | Danny Gokey           |
| 9                      | Tháng 1 ngày 12, 2010 | Tháng 5 ngày 26, 2010 | 24                    | 43                    | Simon Cowell                | Ellen DeGeneres             | Randy Jackson               | Kara DioGuardi              |                       | Lee DeWyze            |                       | Crystal Bowersox      |                                            | Casey James           |
| 10                     | Tháng 1 ngày 19, 2011 | Tháng 5 ngày 25, 2011 | 24                    | 39                    | Steven Tyler                | Jennifer Lopez              | Randy Jackson               |                             |                       | Scotty McCreery       |                       | Lauren Alaina         |                                            | Haley Reinhart        |
| 11                     | Tháng 1 ngày 18, 2012 | Tháng 5 ngày 23, 2012 | 25                    | 40                    | Steven Tyler                | Jennifer Lopez              | Randy Jackson               |                             | Phillip Phillips      |                       | Jessica Sanchez       |                       | Joshua Ledet                               |                       |
| 12                     | Tháng 1 ngày 16, 2013 | Tháng 5 ngày 16, 2013 | 20                    | 37                    | Keith Urban                 | Nicki Minaj                 | Randy Jackson               | Mariah Carey                |                       | Candice Glover        |                       | Kree Harrison         |                                            | Angie Miller          |
| 13                     | Tháng 1 ngày 15, 2014 | Tháng 5 ngày 21, 2014 | 20                    | 39                    | Keith Urban                 | Jennifer Lopez              | Harry Connick Jr.           |                             |                       | Caleb Johnson         |                       | Jena Irene            |                                            | Alex Preston          |
| 14                     | Tháng 1 ngày 7, 2015  | Tháng 5 ngày 13, 2015 | 24                    | 30                    | Keith Urban                 | Jennifer Lopez              | Harry Connick Jr.           |                             | Nick Fradiani         |                       | Clark Beckham         |                       | Jax                                        |                       |
| 15                     | Tháng 1 ngày 6, 2016  | April 7, 2016         | 24                    | 24                    | Keith Urban                 | Jennifer Lopez              | Harry Connick Jr.           |                             | Trent Harmon          |                       | La'Porsha Renae       |                       | Dalton Rapattoni                           |                       |
| Thời kì ABC (2018–nay) |                       |                       |                       |                       |                             |                             |                             |                             |                       |                       |                       |                       |                                            |                       |
| 16                     | Tháng 3 ngày 11, 2018 | Tháng 5 ngày 21, 2018 | 24                    | 19                    | Lionel Richie               | Katy Perry                  | Luke Bryan                  |                             |                       | Maddie Poppe          |                       | Caleb Lee Hutchinson  |                                            | Gabby Barrett         |
| 17                     | Tháng 3 ngày 3, 2019  | Tháng 5 ngày 19, 2019 | 20                    | 18                    | Lionel Richie               | Katy Perry                  | Luke Bryan                  |                             | Laine Hardy           |                       | Alejandro Aranda      |                       | Madison VanDenburg                         |                       |
| 18                     | Tháng 2 ngày 16, 2020 | Tháng 5 ngày 17, 2020 | 20                    | 16                    | Lionel Richie               | Katy Perry                  | Luke Bryan                  |                             | Just Sam              |                       | Arthur Gunn           |                       | Dillon James, Francisco Martin, Jonny West |                       |
| 19                     | Tháng 2 ngày 14, 2021 | Tháng 5 ngày 23, 2021 | 25 (34)               | 19                    | Lionel Richie               | Katy Perry                  | Luke Bryan                  |                             | Chayce Beckham        |                       | Willie Spence         |                       | Grace Kinstler                             |                       |
| 20                     | Tháng 2 ngày 27, 2022 | Tháng 5 ngày 22, 2022 | 24                    | 20                    | Lionel Richie               | Katy Perry                  | Luke Bryan                  |                             | Noah Thompson         |                       | HunterGirl            |                       | Leah Marlene                               |                       |

### Thông tin bên lề:
- Jordin Sparks là thí sinh trẻ nhất từng đăng quang American Idol khi mới 17 tuổi, 5 tháng, 1 ngày. Thí sinh lớn tuổi nhất đăng quang là Taylor Hicks và Nick Fradiani (29 tuổi)

## Quốc tế
Chương trình American Idol là một trong những chương trình Idol hấp dẫn nhất trên thế giới. Cuộc thi này được truyền hình tới hơn 100 quốc gia bên ngoài lãnh thổ nước Mỹ qua nhiều kênh truyền hình khác nhau. Ở một số nước, American Idol cũng được phát sóng trực tiếp là Canada, Malaysia, Ấn Độ, Pakistan, Indonesia, UAE). Khán giả Việt Nam cũng có thể xem trực tiếp chương trình trên kênh Star World của mạng truyền hình cáp. Ở nhiều nước khác, chương trình này được chiếu muộn hơn ở Mỹ vài giờ hoặc vài ngày. Chương trình American Idol được chiếu ở Australia sau 5 giờ còn ở Anh là sau 2 ngày kể từ khi truyền hình trực tiếp ở Mỹ.